# Pedro Eurico
Pedro Eurico de Barros e Silva (Recife, 26 de janeiro de 1951) é um advogado e político brasileiro. Foi deputado estadual por Pernambuco e exerceu cargos na administração pública, destacando-se como Secretário de Justiça e Direitos Humanos do Estado.
Em 2023, foi condenado a 1 ano, 9 meses e 20 dias de prisão pelos crimes de perseguição, violência psicológica e descumprimento de medida protetiva contra a ex-esposa, Maria Eduarda Marques de Carvalho. As denúncias levaram à sua saída do cargo de secretário.

## Biografia
Pedro Eurico de Barros e Silva nasceu em Recife, Pernambuco. Formado em Direito, iniciou sua trajetória política como vereador do Recife, sendo eleito em 1984. Posteriormente, foi eleito deputado estadual em 1986, cargo que ocupou até 2006, e, entre 1995 e 1996, foi presidente da Assembleia Legislativa de Pernambuco (ALEPE). Durante a gestão do governador Miguel Arraes (1987-1990), Pedro Eurico assumiu a Secretaria de Habitação.
Ao longo de sua carreira política, Pedro Eurico também foi um dos principais articuladores da Secretaria Estadual da Criança e da Juventude, cargo que assumiu em 2012. Em 2015, foi nomeado Secretário de Justiça e Direitos Humanos de Pernambuco, função que desempenhou até 2021.
Entre 2019 e 2021, Pedro Eurico atuou como presidente do Conselho Nacional de Secretários de Estado de Justiça, Direitos Humanos e Administração Penitenciária, representando os estados brasileiros na área de administração penitenciária e direitos humanos.
Segundo publicação da Comissão Estadual da Memória e Verdade Dom Helder Câmara, Pedro Eurico, defendeu moradores de várias ocupações de terra no Recife e Região Metropolitana. Durante a ditadura militar, defendia presos políticos, denunciava a tortura e a perseguição política. Em 1982 foi eleito vereador do Recife e em 1986, deputado estadual pelo PSB. No segundo Governo Arraes (1986-1990) ocupou a Secretaria de Habitação, onde criou o Programa Chão e Teto, que viabilizou a construção de 20.000 casas populares, urbanização de favelas e regularização de títulos de posse de terras no Grande Recife. Foi reeleito deputado estadual em 1990, 1994, 1998, 2002 e 2006. Foi líder da oposição na legislatura de 1990 e presidente da Assembleia no biênio 1995-1996. Designado para a composição inicial da CEMVDHC, mas renunciou em 28 de dezembro de 2012, para assumir o cargo de Secretário Estadual da Criança e da Juventude, sendo substituído por José Áureo Rodrigues Bradley.

## Controvérsias
A carreira política de Pedro Eurico foi marcada por controvérsias e denúncias de violência doméstica. Sua ex-esposa, Maria Eduarda Marques de Carvalho, denunciou agressões físicas e psicológicas ao longo de seu relacionamento de 25 anos com o político. Ela registrou diversas queixas de agressão e perseguição entre os anos de 2000 e 2010. Em 2021, após novas denúncias feitas por Maria Eduarda à imprensa, Pedro Eurico pediu afastamento do cargo de Secretário de Justiça e Direitos Humanos de Pernambuco.
No entanto, sua carreira política também foi permeada por denúncias graves. Há alguns anos, sua ex-esposa, a economista Maria Eduarda Marques de Carvalho, recorreu à Lei Maria da Penha para denunciar abusos, afirmando ter sido vítima de estupro, perseguição, violência psicológica e descumprimento de medida protetiva. As denúncias, encaminhadas ao Ministério Público, resultaram em processos nas varas de Violência Doméstica de Olinda e Recife, gerando intenso debate na mídia e na sociedade pernambucana.
As acusações contribuíram para a queda de sua imagem pública, e Pedro Eurico acabou deixando o cargo de Secretário de Justiça e Direitos Humanos após as denúncias ganharem repercussão. Sua trajetória ilustra as complexidades e contradições da carreira política brasileira, onde feitos profissionais relevantes podem ser ofuscado por questões éticas e denúncias de violência no âmbito familiar.
O legado de Pedro Eurico de Barros e Silva permanece marcado tanto por suas iniciativas na gestão pública quanto pelos desafios impostos pelas controvérsias judiciais e pelo debate sobre a necessidade de aprimorar os mecanismos de proteção às vítimas de violência doméstica.
As acusações de violência doméstica envolvem alegações de agressões físicas, ameaças de morte, perseguição e controle abusivo. Maria Eduarda declarou que Pedro Eurico utilizava sua posição política para intimidá-la e que, em diversas ocasiões, violou medidas protetivas estabelecidas pela Justiça. O político, por sua vez, negou as acusações, alegando que as denúncias eram infundadas e haviam sido retiradas pela ex-esposa em diversos momentos.
Em 14 de dezembro de 2023 é condenado por descumprir medida protetiva, perseguição e violência psicológica contra ex-mulher, a pena foi de  1 ano, 9 meses e 20 dias de reclusão, sentença foi publicada na tarde da quinta-feira (14), pela juíza Patrícia Caiaffo de Freitas Arroxelas Galvão, da Vara de Violência Doméstica e Familiar Contra Mulher de Olinda.

Em 08 de abril de 2024 O ex-secretário de Justiça e Direitos Humanos de Pernambuco Pedro Eurico foi absolvido da acusação de estupro contra a economista Maria Eduarda Marques de Carvalho. O escritório Rigueira, Amorim, Caribé, Caúla e Leitão Advocacia Criminal, que defende o acusado declarou:
| “                        | A sentença absolutória em favor de Pedro Eurico atendeu a pedido da defesa e do próprio Ministério Público | ” |
| — Defesa do ex-deputado, | |   |

Já a Maria Eduarda declarou:
| “                   | Recebo com indignação e vergonha essa sentença. Por mim e por todas as mulheres que represento e passam por essa situação. Sinto-me violentada mais uma vez. Devastada. Sinceramente, é incompreensível e inaceitável que, diante de tantas provas, este seja o resultado. Lastimável. Por isso, tantas morrem e ou desistem de lutar. Lamentável também que a juíza que acompanhou todo o processo não tenha sido a mesma que prolatou a sentença. Porém eu vou continuar a lutar porque a justiça de Deus nunca falha | ” |
| — Maria Eduarda, G1 | |   |

Por ultimo o ministério publico se pronunciou:
| “                                      | Em virtude de o processo tramitar em segredo de Justiça, não é possível prestar informações a respeito do caso. | ” |
| — Ministério Público de Pernambuco, G1 | |   |

## Vida pessoal
Pedro Eurico foi casado com Maria Eduarda Marques de Carvalho, com quem teve dois filhos. O casamento foi marcado por episódios de violência doméstica, conforme relato da ex-esposa. Após o término do relacionamento, Pedro Eurico manteve uma carreira política destacada, mas as denúncias de abusos afetaram sua imagem pública.
Também é escritor, sendo autor do livro O DOM QUE VIVE EM NÓS, biografia do ex-arcebispo de Olinda e Recife, publicado em 2021. A obra foi elogiada por José Queiroz (PDT):
| “                              | A obra entrará para os anais da literatura pernambucana | ” |
| — deputado José Queiroz, ALEPE |                                                         |   |

## Histórico eleitoral
| Ano  | Eleição                               | Partido | Candidato a       | Votos  | %     | Resultado | Ref e Notas |
| ---- | ------------------------------------- | ------- | ----------------- | ------ | ----- | --------- | ----------- |
| 1986 | Eleições Estaduais em Pernambuco 1986 | PMDB    | Deputado Estadual | 13.014 | N/A   | Eleito    | [ 16 ]      |
| 1990 | Eleições Estaduais em Pernambuco 1990 | PSB     | Deputado Estadual | 14.135 | N/A   | Eleito    | [ 17 ]      |
| 1994 | Eleições Estaduais em Pernambuco 1994 | PSB     | Deputado Estadual | 14.956 | 0,73% | Eleito    | [ 18 ]      |
| 1998 | Eleições Estaduais em Pernambuco 1998 | PSB     | Deputado Estadual | 26.490 | 0,89% | Eleito    | [ 19 ]      |
| 2002 | Eleições Estaduais em Pernambuco 2002 | PSDB    | Deputado Estadual | 33.438 | 0,87% | Eleito    | [ 20 ]      |
| 2006 | Eleições Estaduais em Pernambuco 2006 | PSDB    | Deputado Estadual | 32.383 | 0,76% | Eleito    | [ 21 ]      |